# À moitié chemin
Pour les articles homonymes, voir Chemin (homonymie).
À moitié chemin est un vaudeville en un acte d'Eugène Labiche, en collaboration avec Auguste Lefranc et Marc-Michel, représenté pour la première fois à Paris au Théâtre Beaumarchais le 12 août 1848.
Cette pièce n'a pas été imprimée.